# 거울단계

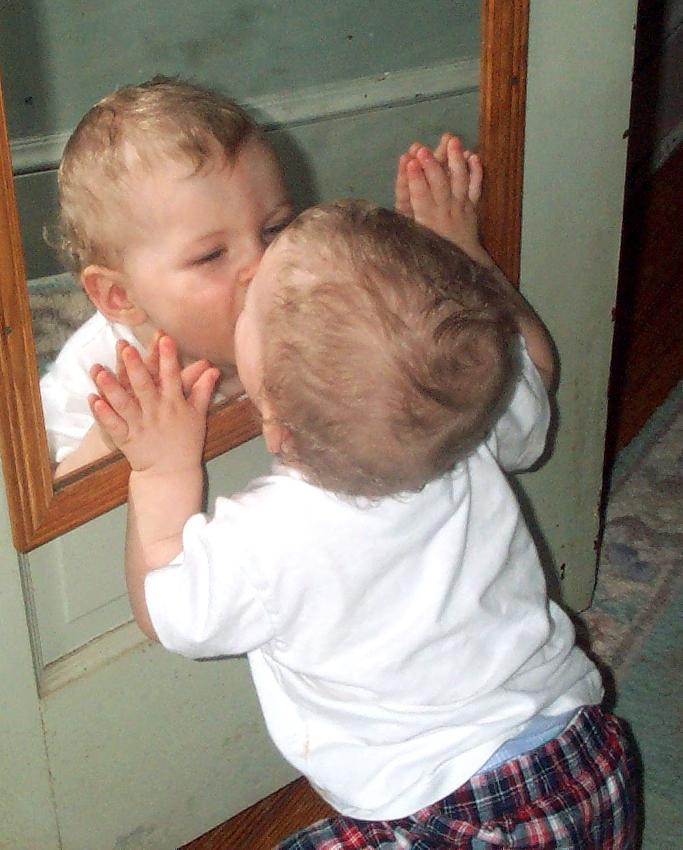

거울단계(프랑스어: stade du miroir)는 자크 라캉의 정신분석학 이론의 개념이다. 거울단계는 유아가 거울을 통해 자기 자신이나 다른 사람을 인식한다는 믿음에 기반을 두고 있다.
처음에 라캉은 거울단계가 6~18개월의 유아 발달기의 일부로 보았다. 1950년대 초에 이 개념은 확대되어 더 이상 유아 단계에만 머무르는 것이 아니라, 종속성의 영속적 구조를 표현하는 것으로 변화되었다.

## 같이 보기
- 거울 검사
- 자기의식